# Nemertinoides elongatus
Nemertinoides elongatus är en plattmaskart som beskrevs av Riser 1987. Nemertinoides elongatus ingår i släktet Nemertinoides och familjen Nemertodermatidae. Inga underarter finns listade i Catalogue of Life.